# Amoeba (sistema operativo)
Amoeba es un sistema operativo distribuido de investigación, basado en una arquitectura de micronúcleo. Fue desarrollado por Andrew S. Tanenbaum y otros en la Universidad Libre de Ámsterdam. El objetivo del proyecto Amoeba era construir un sistema de tiempo compartido que hiciera que una red entera de computadores pareciera a los ojos de un usuario como una máquina única.
Los servicios suministrados por el núcleo incluyen threads, segmentos de memoria, mecanismos de IPC (RPCs y mensajes) y E/S [160]. 
El desarrollo parece detenido, dado que la fecha de la última modificación en el código data de febrero de 2001.
Existen versiones para varias plataformas, incluyendo i386, Sun-3 y SPARC.
El lenguaje de programación Python fue originalmente desarrollado para esta plataforma.